# 迈阿密河 (佛罗里达州)
迈阿密河（英語：Miami River）位于美国佛罗里达州，是一条发源于佛罗里达大沼泽地流出，流经迈阿密市中心，最终注入比斯坎湾的河流，全长约5.5英里（8.9公里）。它的源头位于迈阿密运河终点，即迈阿密国际机场附近。迈阿密河是佛罗里达州东南部最古老的自然地标之一，其名称可能源于美洲原住民语言，意为“甜水”。该河最初是一条潮汐通道，经过数千年演变，形成了一条从内陆流向海湾的淡水河。
在欧洲人来到这个地区之前，迈阿密河口地区曾是德贵斯塔原住民的聚居地，即现今在迈阿密河南岸发现的迈阿密圆环遗址处。1513年，西班牙探险家胡安·庞塞·德莱昂首次发现比斯坎湾并目睹迈阿密河，此后数个世纪里，虽然有西班牙人、英国人、巴哈马人和其他北美移民先后建立据点，但未能形成持续性定居。南北战争后，来自北方的移民逐渐迁入，分别在北边的柠檬城与南边的椰林建立社区。19世纪末，被称为“迈阿密之母”的茱莉亚·塔特尔买下了迈阿密河沿岸的地产，并成功说服铁路大亨亨利·弗拉格勒将佛罗里达东海岸铁路延伸至此，迈阿密于1896年正式建市。翌年，弗拉格勒在河口建起皇家棕榈酒店，成为迈阿密早期旅游开发的重要标志。
20世纪初，迈阿密河逐渐转型为功能型水道。随着铁路、码头与仓库设施的建设，河流运输成为南佛州区域贸易的核心渠道之一。冬季蔬菜经由比斯坎湾水路运输，再装载上火车运往北方市场。造船及维修业亦在河岸蓬勃发展。从1909年起，为改善航运，迈阿密河被延伸和拓宽，天然急流逐渐消失至1930年代，迈阿密河完成了现今的航道结构，并成为奥基乔比湖至比斯坎湾的水上通道。第二次世界大战期间，迈阿密河成为美军船只和鱼雷艇建造的重要基地。然而，随着迈阿密河两岸的民居和工业迅速发展，水污染问题随之加剧。到1950年，已有70条污水排放口直接通入迈阿密河及比斯坎湾。1960年代起，当地公众与政府开始关注河流生态。1970年代，佛州与地方政府推动河流整治研究并加强执法。1998年，佛罗里达州政府成立迈阿密河委员会（MRC），专责统筹迈阿密河的治理与规划，协调沿岸利益相关者，推动河流的清理、复兴与再利用，强化其在加勒比地区贸易中的战略地位。